# 寿美菜子のラフラフ
『寿美菜子のラフラフ』は、2013年4月7日からインターネット配信を行っているラジオ番組。パーソナリティは寿美菜子。

## 番組概要

### 配信時間
ニコニコ動画 セカンドショットちゃんねる（無料配信分）
- 2023年7月12日 -

隔週水曜 22:00 - 22:30（ストリーミング配信）
隔週水曜 23:00 更新（1週間無料のアーカイブ配信）
YouTube セカンドショットちゃんねる（無料配信分）
- 2023年7月12日 -

隔週水曜 22:00 - 22:30（ストリーミング配信）
隔週木曜 14:00 更新（アーカイブ配信）
ニコニコ動画 セカンドショットちゃんねる（チャンネル会員限定の有料配信分）
- 2023年7月12日 -

隔週水曜 23:00 更新（アフタートーク）
※ 過去分の本放送とアフタートークのアーカイブ配信もあり
過去の配信時間
超!A&G+
- 2013年4月7日 - 2020年9月27日

日曜（土曜深夜） 0:30 - 1:00（ストリーミング配信）
日曜 8:30 - 9:00（リピート配信）
ニコニコ動画 セカンドショットちゃんねる（無料配信分）
- 2017年4月18日 - 2020年9月29日

火曜（月曜深夜） 0:00 更新（本放送のアーカイブ配信は1週間無料）
ニコニコ動画 セカンドショットちゃんねる（無料配信分）
- 2020年10月1日 - 2021年4月1日

木曜 21:30 - 22:00（ストリーミング配信）
木曜 23:00 更新（1週間無料のアーカイブ配信）
- 2021年4月15日 - 2023年6月29日

隔週木曜 21:30 - 22:00（ストリーミング配信）
隔週木曜 23:00 更新（1週間無料のアーカイブ配信）
2021年5月13日からはYouTubeでも本編のみ同時配信を開始。隔週金曜14:00にアーカイブを公開。
ニコニコ動画 セカンドショットちゃんねる（チャンネル会員限定の有料配信分）
- 2017年4月18日 - 2020年9月29日

火曜 0:00 更新（アフタートーク）
- 2020年10月1日 - 2021年4月1日

木曜 23:00 更新（アフタートーク）
- 2021年4月15日 - 2023年6月29日

隔週木曜 23:00 更新（アフタートーク）

### ジングル
ライラック/ 寿美菜子
カラフルダイアリー / 寿美菜子

### コーナー
おもてなし ミナコンシェルジュ♪
寿が『コンシェルジュ』となっておもてなしをするために色んな願いを叶える。
そして、上手にもてなす事が出来るとホテルの完成に一歩前進! ラフラフリゾートホテルのパーツをもらうことが出来る。
みんなで作るコトブック
寿とリスナーが心に残る『ことば』を集めて共有し、世界に1冊だけの『コトブック』を紡いでいく。
笑ってみーなこ!
笑いがビタミン!な寿が、毎回設けられたシチュエーションに合うセリフを紹介していくコーナー。
リスナーから送られたセリフの中から、寿が1番笑顔になったセリフを決める。
留守番電話
寿が最近あった出来事を留守番電話に吹きこむように関西弁で喋るパート。

### ゲスト
- 第19回（2013年8月10日） 儀武ゆう子
- 第120回（2015年7月18日） 早見沙織
- 第157回（2016年3月26日） 悠木碧

### 備考
- 超!A&G+にて配信していた当時は先行番組である『戸松遥のココロ☆ハルカス』と揃って後に「セカンドショットアワー」と題され、両番組のジャンクションとして（鈴木絵理→和氣あず未→中澤ミナ→菅叶和）が担当する「セカンドショットインフォメーション」および、戸松・寿が所属する声優ユニット・スフィア関連の「スフィアインフォメーション」が配信されていた。ストリーミング配信のセカンドショットちゃんねる移行後、『戸松遥のココロ☆ハルカス』と同日配信であった当時は、『戸松遥のココロ☆ハルカス』の開始前に「セカンドショットインフォメーション」「スフィアインフォメーション」が配信されていた。『戸松遥のココロ☆ハルカス』と当番組の隔週配信移行後は、各番組の開始前に配信されている。
  - 2024年6月8日から受けたニコニコサービスへのサイバー攻撃の影響により、ニコニコサービス全体が利用できなくなったため、第499回（2024年6月19日配信）より本配信はOPENREC.tvとYouTubeに変更された。それに伴い、ニコニコチャンネル会員向けの完全版アーカイブおよびアフタートークはニコニコサービス復旧後に公開される予定だったが、ニコニコの大規模メンテナンスが長期となったため、期間中の完全版アーカイブとアフタートークはOPENREC.tvに一時的に移行し、OPENRECサブスク限定で公開されていた[2]。第504回（2024年8月14日配信）をもってOPENREC.tvでの代替配信を終え、ニコニコチャンネルサービス再開後の第505回（2024年8月28日配信）よりニコニコ生放送での配信に戻った。

## 番組関連イベント
声優ユニット・スフィアおよび、その他の単独出演イベントに関しては該当項を参照
| 公演年 | タイトル                                                               | 公演日・会場                                             | 備考 |
| ------ | ---------------------------------------------------------------------- | -------------------------------------------------------- | --- |
| 2013年 | A&Gオールスター2013                                                    | 全1公演：10月20日 パシフィコ横浜国立大ホール（神奈川県） | 『阿澄佳奈 星空ひなたぼっこ』 『戸松遥のココロ☆ハルカス』 とコラボ。                                                                        |
| 2014年 | 「寿美菜子のラフラフ」公開イベント2014                                 | 全1公演：6月22日 ニッショーホール（東京都）              | ゲスト：戸松遥 寿は『戸松遥のココロ☆ハルカス公開イベント2014』にもゲスト出演。                                                              |
| 2015年 | 「戸松遥のココロ☆ハルカス」「寿美菜子のラフラフ」公開イベント2015      | 全2公演：6月28日 ニッショーホール（東京都）              | |
| 2015年 | A&Gオールスター2015                                                    | 全1公演：11月22日 パシフィコ横浜国立大ホール（神奈川県） | 『Teamゆーたくのアニつく!』（江口拓也・小野友樹） 『豊崎愛生のおかえりらじお』 と『Teamゆーたく・あきみなの ラフつく!らじお』としてコラボ。 |
| 2016年 | SECONDSHOT FES -Girls Members-                                         | 全2公演：5月7日 メルパルクホール（東京都）               | 同じ制作会社番組である 『戸松遥のココロ☆ハルカス』 『TrySailのTRYangle harmony』 などとの共同イベント。                                     |
| 2016年 | 「戸松遥のココロ☆ハルカス」&「寿美菜子のラフラフ」番組公開イベント2016 | 全2公演：7月16日 サイエンスホール（東京都）              | |
| 2017年 | SECONDSHOT FES -Girls Members-2017                                     | 全2公演：5月7日 メルパルクホール（東京都）               | 同じ制作会社番組である 『豊崎愛生のおかえりらじお』 『高垣彩陽のあしたも晴レルヤ』 などとの共同イベント。                                   |
| 2017年 | 「戸松遥のココロ☆ハルカス」&「寿美菜子のラフラフ」番組公開イベント2017 | 全2公演：8月5日 サイエンスホール（東京都）               | |
| 2018年 | SECONDSHOT FES -Girls Members-2018                                     | 全2公演：5月12日 メルパルクホール（東京都）              | 同じ制作会社番組である 『豊崎愛生のおかえりらじお』 『高垣彩陽のあしたも晴レルヤ』 などとの共同イベント。                                   |
| 2018年 | 「戸松遥のココロ☆ハルカス」&「寿美菜子のラフラフ」番組公開イベント2018 | 全2公演：7月7日 ニッショーホール（東京都）               | |
| 2019年 | SECONDSHOT FES -Girls Members-2019                                     | 全2公演：5月11日 メルパルクホール（東京都）              | 同じ制作会社番組である 『豊崎愛生のおかえりらじお』 『高垣彩陽のあしたも晴レルヤ』 などとの共同イベント。                                   |
| 2019年 | 「戸松遥のココロ☆ハルカス」&「寿美菜子のラフラフ」番組公開イベント2019 | 全2公演：6月16日 サイエンスホール（東京都）              | |

## 備考
- 番組公式Twitterは、番組ロゴにいる鳥（ラファエロ）が呟いている。ラファエロの名前は番組公式Twitterでリスナーから募集し、番組内で多数決で決まった。

## 関連商品
ラジオCD
- 寿美菜子のラフラフ RADIO FANDISK （2013年11月14日発売）

寿が実況に挑戦。
寿と番組スタッフで運動会をし、長谷川太と共に実況をする。